# Centro Ecológico
O Centro Ecológico é uma ONG, localizada no Rio Grande do Sul, mas também atua em outras regiões, que trabalha para viabilizar e preservar o ambiente de forma sustentável na produção agrícola buscando sempre a biodiversidade, atua na região da IPE(Instituto de Pesquisas Ecológicas) e no Litoral Norte do Rio Grande do Sul desde 1985. Outras parcerias também são bastante significativas para o Centro Ecológico como o Centro de Tecnologias Alternativas Populares (CETAP), e o Centro de Apoio ao Pequeno Agricultor (CAPA) que juntos comercializam os alimentos ecológicos, processam e acessaram organizações de agricultores familiares na produção,que com isso busca gerenciar a biodiversidade agrícola e alimentar, o desenvolvimento de mercado e a formulação de política pública que serve para incentivar a agricultura sustentável. A ONG possui como meta incentivar a preservação, construir uma economia ecológica, orientar agricultores e familiares, fortalecer a agroecologia, disponibilizar informações deste assunto e criar mecanismo. Isso parte principalmente da região Sul onde é mais frequente esse tipo de atividade agrícola, tanto comercial quanto para o próprio consumo, o incentivo do não uso de agrotóxico nas plantas.
A preservação é  tratada de forma que reconstrua as bases ecológicas de sustentação dos agroecossistema. E a economia ecológica gera cidadania a população local e fortalece a autonomia do mesmo, além de promover um desenvolvimento social a base do trabalho.
O Centro ecológico também desenvolve oficinas e  cursos de Agricultura Ecológica, Agroindustrialização de Produtos Ecológicos, Associativismo e Planejamento,  voltados para agricultores familiares e técnicos da área para que projetos sejam bem implantados e familiares e agricultores se aperfeiçoem.
E para que esses fins possam ser aplicados de boa maneira, de forma que não coloque a saúde e a natureza em risco, são utilizadas tecnologias alternativas praticando desenvolvimento sustentável e a agroecologia.

## Parcerias
AS-PTA, ACTIONAID BRASIL, ESPLAR, INESC, GREENPEACE e FASE
A Campanha "Por um Brasil livre de transgênicos" vem desenvolvendo ações no campo de resistência à legalização dos transgênicos no Brasil, desde 1998, na função de comunicar informações para a mídia e sociedade civil.